# Teodoro Cutolo
Teodoro Cutolo (Napoli, 4 gennaio 1862 – Napoli, 23 ottobre 1932) è stato un imprenditore italiano, amministratore delegato dell'Ilva.

## Biografia
Teodoro Cutolo, nato a Napoli nel 1862, a partire dall'attività commerciale nell'azienda del padre, espande i propri interessi all'industria molitoria e pastaria di Torre Annunziata, alle costruzioni ferroviarie e all'industria elettrica nell'area meridionale, per arrivare all'impegno nel settore siderurgico, come Amministratore delegato dell'Ilva di Bagnoli, nel 1913. Presiede dal 1925 l'Unione regionale industriali della Campania (URI).

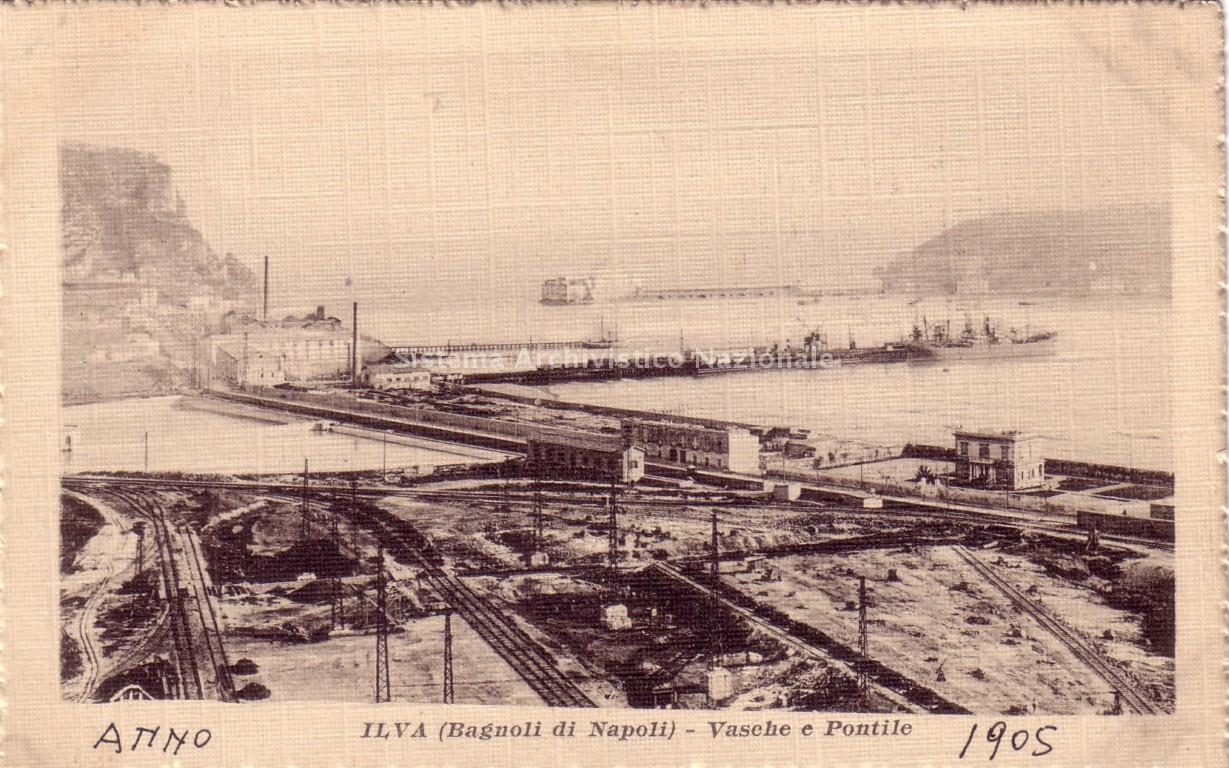
Cartolina postale dello Stabilimento Ilva di Bagnoli. Vasche e pontile, Napoli 1905

La collocazione politica di Cutolo non è di facile definizione. Frequenta, con assiduità a partire dall'inizio del secolo, gruppi e persone di un arco che oscilla dal nazionalismo di Massimo Bondi al radicalismo democratico di Francesco Saverio Nitti. A Napoli, in particolare, è vicino a un largo filone che comprende dinamici esponenti dell'imprenditoria (Maurizio Capuano, G. Arienzo, V. Bruno, E. Marino, C. Moschitti). Nel 1919 si ritrova assiduo partecipante alle riunioni per la costituzione del Partito economico, per il quale tuttavia non accetta di entrare in lista, delegando in rappresentanza del proprio gruppo l'amico Carlo Betocchi. Questi assume la difesa della classe dei “produttori” di guerra respingendo ogni accusa di “superprofitti”. Nel 1921 Cutolo è intenzionato a partecipare alla tornata elettorale per le cariche della Camera di commercio, ma è costretto a rinunciare di fronte alle numerose polemiche e agli attacchi giornalistici. Dopo la marcia su Roma, rispecchiando la linea prevalente di Capuano, l'URI assume atteggiamenti non entusiastici nei confronti del Fascismo ed è perciò sfavorita nelle elezioni camerali rispetto alla linea del Presidente, l'armatore Biagio Borriello. Dopo la morte di Capuano, nel 1925, Cutolo assume la presidenza dell'URI e imprime la svolta richiesta dal Governo, cambiando anche la denominazione in URIF (Unione regionale industriali fascisti). Il rinnovato organismo non mancherà in seguito, e in più di un'occasione, di approvare pubblicamente l'indirizzo della politica fascista e di collaborare in vario modo con i rappresentanti del fascismo locale.
Il I Congresso nazionale degli industriali italiani, che ha luogo a Roma nell'estate del 1928, rappresenta per Cutolo il momento di massima affermazione, sottolineato peraltro dall'ingresso nel comitato di Presidenza della Confederazione generale degli industriali italiani accanto a Benni, Bocciardo, Agnelli, Morpurgo.
In questa occasione Cutolo si sofferma sulla scomparsa nel Napoletano della grande industria pesante (che aveva caratterizzato la struttura socioeconomica cittadina a partire dalla legge speciale del 1904), auspicando una sempre più diffusa espansione della piccola e media industria.
Partendo da questa posizione, si fa promotore, poco più di un anno dopo, del I Congresso degli industriali del Mezzogiorno, nel corso del quale espone le sue idee sullo sviluppo della piccola impresa al sud, attuabile solo all'interno di ciò che definisce «un interesse nazionale totalitario», che vede in primo piano i problemi del credito, della formazione e della politica doganale.
Gli effetti della grande crisi economica mondiale del 1929 sono decisivi per la solidità del gruppo Cutolo, che si vede fortemente compromessa e ciò contribuisce a indebolire la posizione raggiunta in seno al massimo organismo degli industriali. Nel corso del 1931 la popolarità di Cutolo è in declino: a settembre deve abbandonare la presidenza. Nel frattempo si aggrava ulteriormente la sua posizione patrimoniale: Cutolo è protagonista di una caduta violenta quanto rapida, per effetto della quale la notizia della sua morte, avvenuta a Napoli appena un anno dopo, nell'autunno del 1932, passa sulla stampa del tutto inosservata.